# 毛足鬥魚
毛足鬥魚（学名：Trichopodus trichopterus）為鲈形目絲足鱸科毛足鬥魚属下的一種，又名絲鰭毛足鱸、絲鰭毛足鬥魚、三星毛足鱸、萬隆魚、三星鬥魚、三星攀鱸，該物種於1770年由彼得·西蒙·帕拉斯描述。